# Charles Samaran
Charles Samaran (Cravencères, 28 ottobre 1879 – Nogaro, 15 ottobre 1982) è stato un archivista e storico francese.

## Biografia
Archivista paleografo (1901), con una tesi sulla Casa d'Armagnac, poi membro dell'École française di Roma (1901-1903), Charles Samaran fu dapprima archivista presso gli Archivi nazionali nella sezione giudiziaria, responsabile dei fondi dello Châtelet e della Chambre des comptes. Nel 1908 diede alle stampe Les diplômes originaux des Mérovingiens, «colpo di genio di un giovane paleografo che rimarrà fino alla vecchiaia l'infallibile decifratore di testi difficili», una raccolta che ebbe un ruolo fondamentale nello studio dei documenti merovingi.
A questo primo importante contributo seguirono studi critici letterari ed edizioni di testi di ogni epoca: dispacci degli ambasciatori milanesi sotto Luigi XI, memorie di Casanova, gli scritti di Jean Chartier e Thomas Basin, la Chanson de Roland, atti dell'università di Parigi.
Divenne direttore di corso all'École pratique des hautes études nel 1927 (cattedra di paleografia), poi professore di bibliografia e archivi di storia francese all'École nationale des chartes dal 1933 al 1941, quindi direttore della rivista Bibliothèque de l'École des chartes dal 1935 al 1948.
Fu eletto all'Académie des inscriptions et belles-lettres nel 1941 e nominato nello stesso anno direttore generale degli Archivi di Francia dal ministro Jérôme Carcopino. Rimase in tale incarico fino al 1948, oltre l'età pensionabile. È stato presidente del Comité des travaux historiques et scientifiques dal 1960 al 1982.
Cofondatore del Comitato Internazionale di Paleografia nel 1953, iniziatore del Catalogo dei manoscritti datati, cofondatore del Consiglio internazionale degli archivi, autore fecondo di una bibliografia che conta diverse centinaia di titoli e attivo fino al suo centesimo compleanno, Charles Samaran è stata una figura importante nel mondo degli studi XX secolo, sia per il suo ruolo personale e istituzionale, sia per la sua produzione scientifica.
Charles Samaran è il figliastro del flautista Paul Taffanel, creatore della Scuola francese di flauto. Gli è stata intitolata una strada ad Auch.

## Opere principali
- La fiscalité pontificale en France au XIVe siècle (période d'Avignon et grand schisme d'Occident), con Guillaume Mollat, Parigi, A. Fontemoing, 1905.
- La maison d’Armagnac au XVe siècle et les dernières luttes de la féodalité dans le Midi de la France, Parigi, Alphonse Picard et fils, 1907.
- Les diplômes originaux des Mérovingiens: fac-similés phototypiques avec notices et transcriptions, ed. Ph. Lauer, Ch. Samaran, pref. Maurice Prou, Parigi, E. Leroux, 1908.
- D'Artagnan, Capitaine des mousquetaires du roi, histoire véridique d'un héros de roman, Parigi, Calmann-Lévy, 1912.
- Jacques Casanova, Vénitien, une vie d'aventurier au XVIIIe siècle, Parigi, Calmann-Lévy, 1914.
- Jean de Bilhères-Lagraulas, cardinal de Saint-Denis, un diplomate français sous Louis XI et Charles VIII, Parigi, Éditions Honoré Champion, 1920.
- La chronique latine inédite de Jean Chartier (1422-1450), Parigi, Champion, 1928.
- Sur la date du fragment de La Haye. Notes paléographiques, in Romania, 1932,  pp. 190-205.
- Catalogue des manuscrits en écriture latine portant des indications de date, de lieu ou de copiste, Parigi, CNRS, 1959.
- L'Histoire et ses Méthodes, Parigi, Gallimard, «Encyclopédie de la Pleïade», 1961.
- Pierre Bersuire, prieur de Saint-Éloi de Paris, 1290?-1362, Parigi, Imprimerie nationale, 1962.
- Paysages littéraires du Valois, de Rousseau à Nerval, Parigi, Klincksieck, 1964.
- La Gascogne dans les registres du trésor des chartes, Parigi, Bibliothèque nationale, 1966.
- D'Artagnan, capitaine des mousquetaires du roi, histoire véridique d'un héros de roman, Auch, impr. T. Bouquet, 1967.
- La Fiscalité pontificale en France au XIVe siècle, période d'Avignon et grand schisme d'Occident, Parigi, E. Boccard, 1968.
- Inauguration d'une plaque sur la maison de Joseph de Pesquidoux à Perchède le 11 septembre 1971, Parigi, Typ. de Firmin-Didot, 1972.
- Recueil d'études de Charles Samaran... une longue vie d'érudit, Ginevra e Parigi, Droz, Librairie Champion, «Hautes études médiévales et modernes», 1978.
- Enfance et jeunesse d'un centenaire, Commission du vieux Paris, 1979.

## Archivi
- I suoi documenti personali sono conservati presso gli Archivi nazionali, sito di Pierrefitte-sur-Seine, con il riferimento 642AP: Inventario della collezione, e anche presso la Biblioteca dell'Institut de France sotto i simboli MS 7462-7562.
- Un'intervista di 58 minuti, raccolta da Jean-Claude Bouvier nel 1980, quando Samaran aveva 100 anni, è conservata dalla Casa Mediterranea delle Scienze Umane con il numero di inventario 4701 (online).